# Église Saint-Jean-Baptiste de Bourgoin-Jallieu
L'église Saint-Jean-Baptiste de Bourgoin-Jallieu, est un édifice religieux catholique, situé dans le département de l'Isère, sur la commune de Bourgoin-Jallieu. La partie instrumentale de l'orgue de cette église, construite en 1881 par le facteur lyonnais Joseph Merklin, est classée au titre des monuments historiques, depuis 1991.

## Situation et accès
L'église Saint-Jean-Baptiste est située sur la place du Président Carnot, en plein centre-ville, non loin de l'espace piétonnier et commerçant de la ville.

## Historique
Édifiée entre 1865 et 1875, l'église a été construite à l’emplacement de l'ancienne église du quartier Cachipan, situé dans le centre-ville de Bourgoin-Jallieu.
La première église de style roman remonte au XIIIe siècle. En 1793, durant la Révolution française, l'édifice devient un « Temple de la raison » et le siège du groupement local des Sans-Culottes et ne sera rendue au culte catholique qu’en 1796. 
En 1828, la construction d’une nouvelle église est décidée sur une propriété de la famille de Rosière. les travaux sont achevés en 1832 mais mal conçue, elle sera très vite abandonnée et l'église actuelle est alors construite sur le modèle de celle de Voiron.

## Description

### L'édifice
L’église possède des vitraux, copies du XIVe siècle ainsi qu'un chœur orné de boiseries. Les douze stalles ont été sculptées par un artiste de Bruges tout d’abord destinées à l’église Saint-Roch de Paris. Datant du XIXe siècle, elles représentent des scènes de l’Ancien et du Nouveau Testament. Les sculptures qui ornent l'intérieur de l’église sont en kaolin.

### L'orgue de tribune

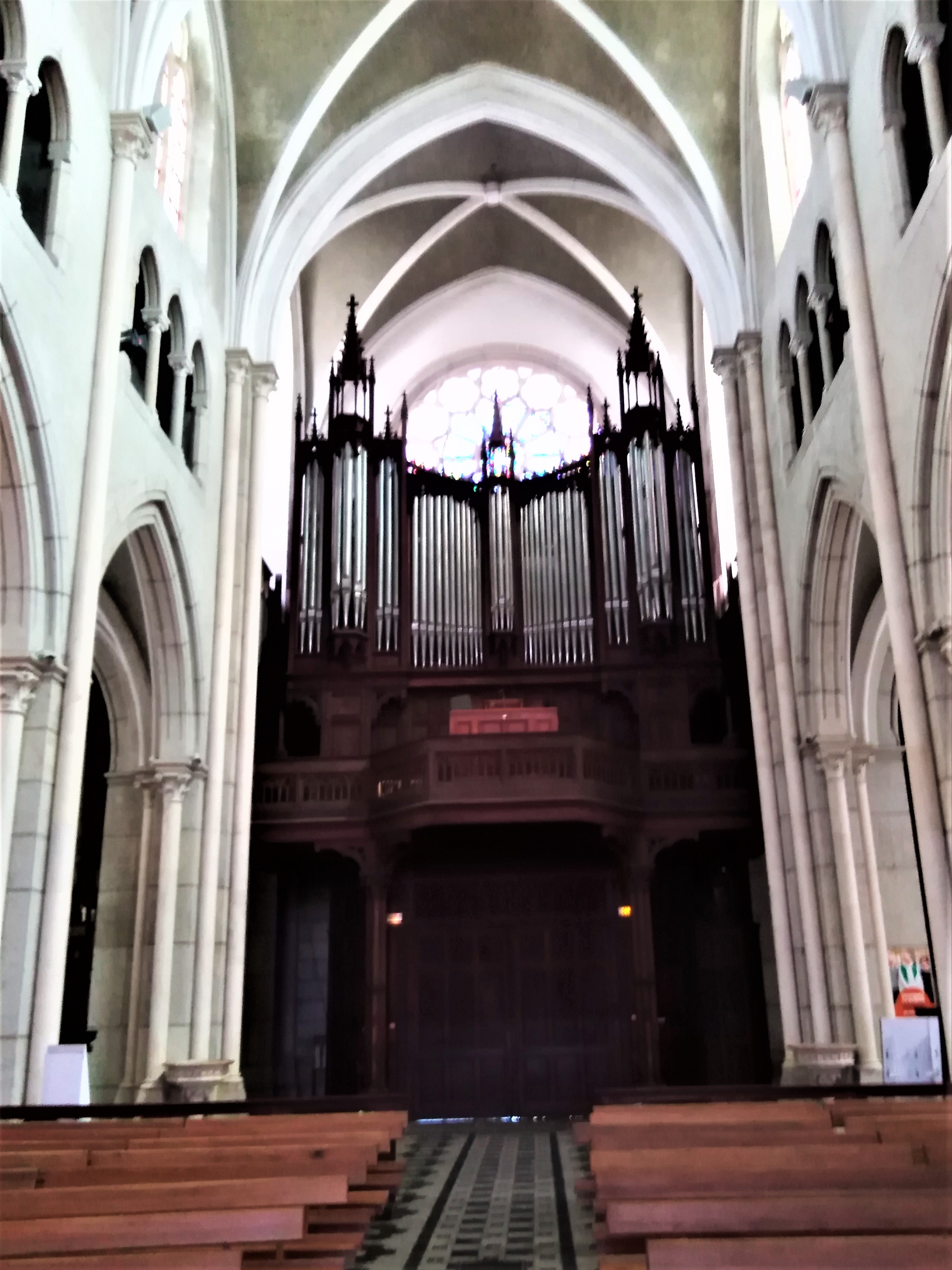
Orgue de l'église de Bourgoin-Jallieu.

L'orgue de tribune, construit en 1879 par la « Manufacture des Grandes Orgues d'Eglise Joseph Merklin (1819-1905) » , est classé monument historique depuis juin 1991. 
De style gothique, en chêne, il a pour particularité d’offrir trois claviers. Celui-ci a fait l'objet d'une restauration complète de 2002 à 2004.